# Sainte-Luce (Isère)
Sainte-Luce ist eine französische Gemeinde mit 41 Einwohnern (Stand: 1. Januar 2022) im Département Isère in der Region Auvergne-Rhône-Alpes (vor 2016 Rhône-Alpes). Sie gehört zum Arrondissement Grenoble und zum Kanton Matheysine-Trièves. 

## Lage
Die Gemeinde Sainte-Luce liegt in den Westalpen zwischen den Landschaften Trièves und Valgaudemar, etwa 45 Kilometer südsüdöstlich von Grenoble im Einzugsgebiet des Flusses Drac. Umgeben wird Sainte-Luce von den Nachbargemeinden Saint-Michel-en-Beaumont im Norden, Les Côtes-de-Corps im Osten und Süden, Quet-en-Beaumont im Süden und Westen sowie La Salle-en-Beaumont im Nordwesten. Das Dorf Sainte-Luce liegt auf 1130 m über dem Meer; im Nordosten der Gemeinde erhebt sich der 1877 m hohe Mont de Rousse und im Nordosten der 1705 m hohe Le Chauvet. Im Südwesten der Gemeinde Sainte-Luce verläuft die Route Napoléon.

## Bevölkerungsentwicklung
| Jahr                       | 1962 | 1968 | 1975 | 1982 | 1990 | 1999 | 2010 | 2021 |
| Einwohner                  | 56   | 51   | 38   | 25   | 33   | 22   | 40   | 41   |
| Quellen: Cassini und INSEE |      |      |      |      |      |      |      |      |

## Sehenswürdigkeiten

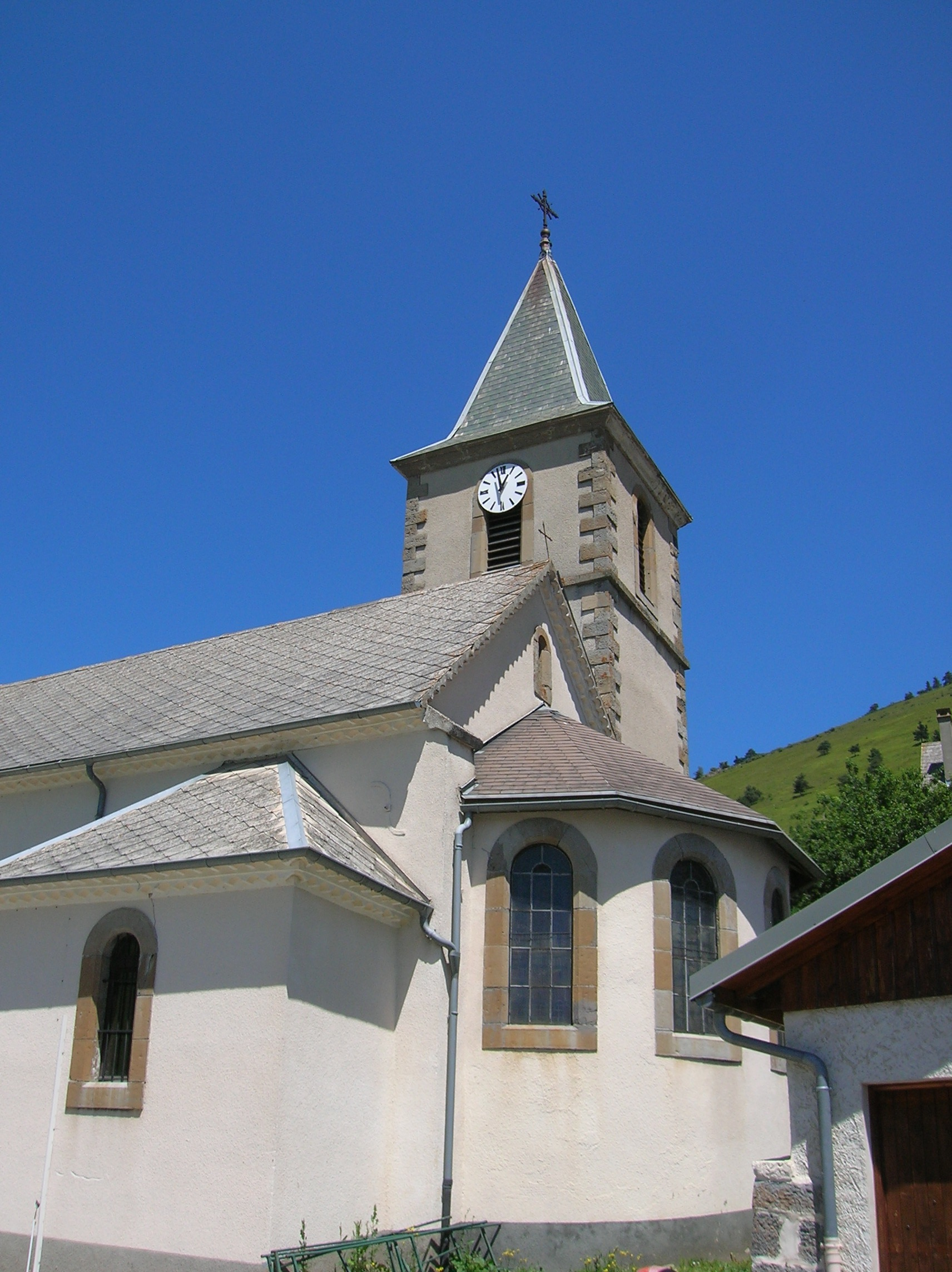
Kirche Sainte-Luce
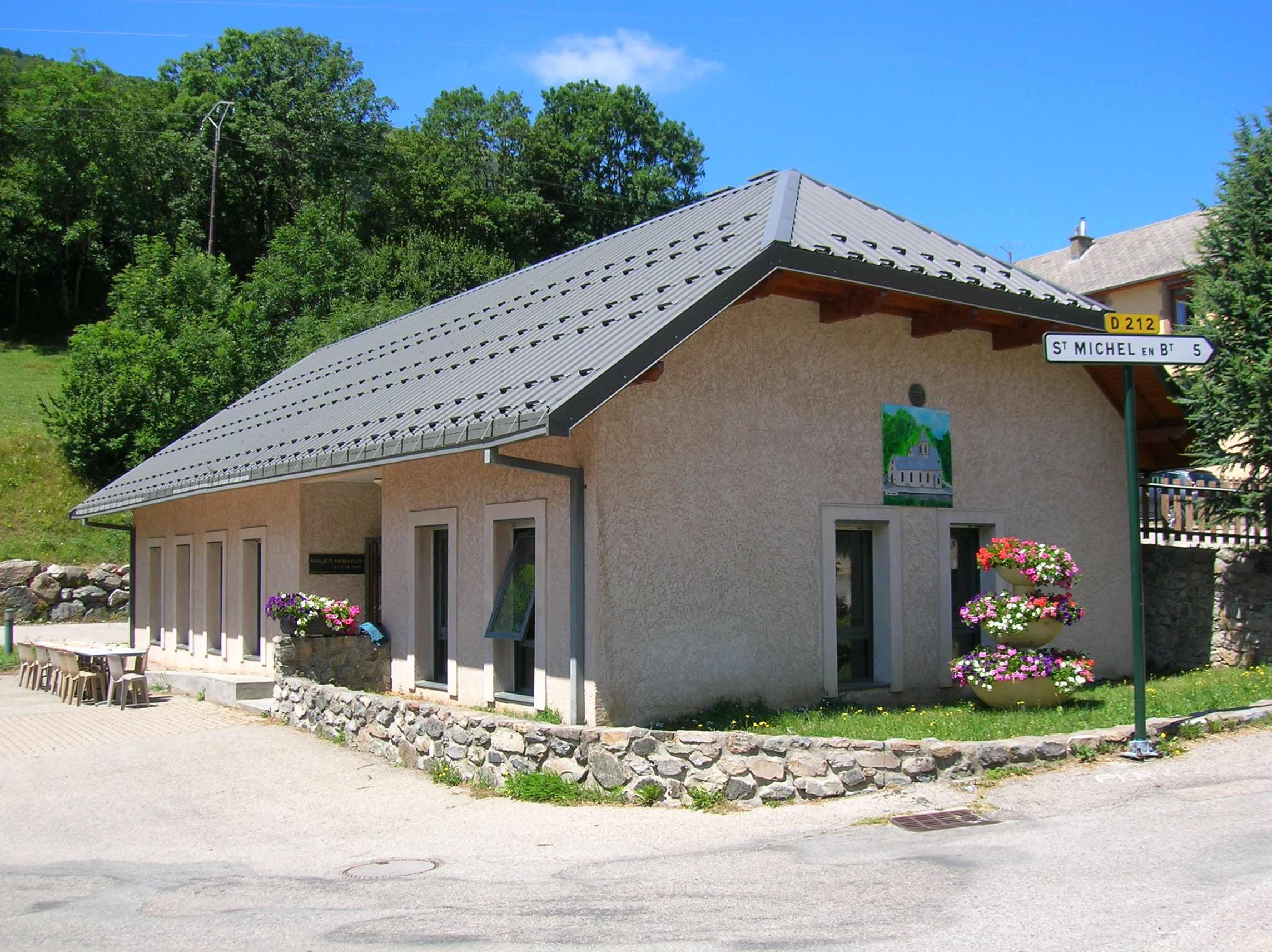
Gemeindefesthalle
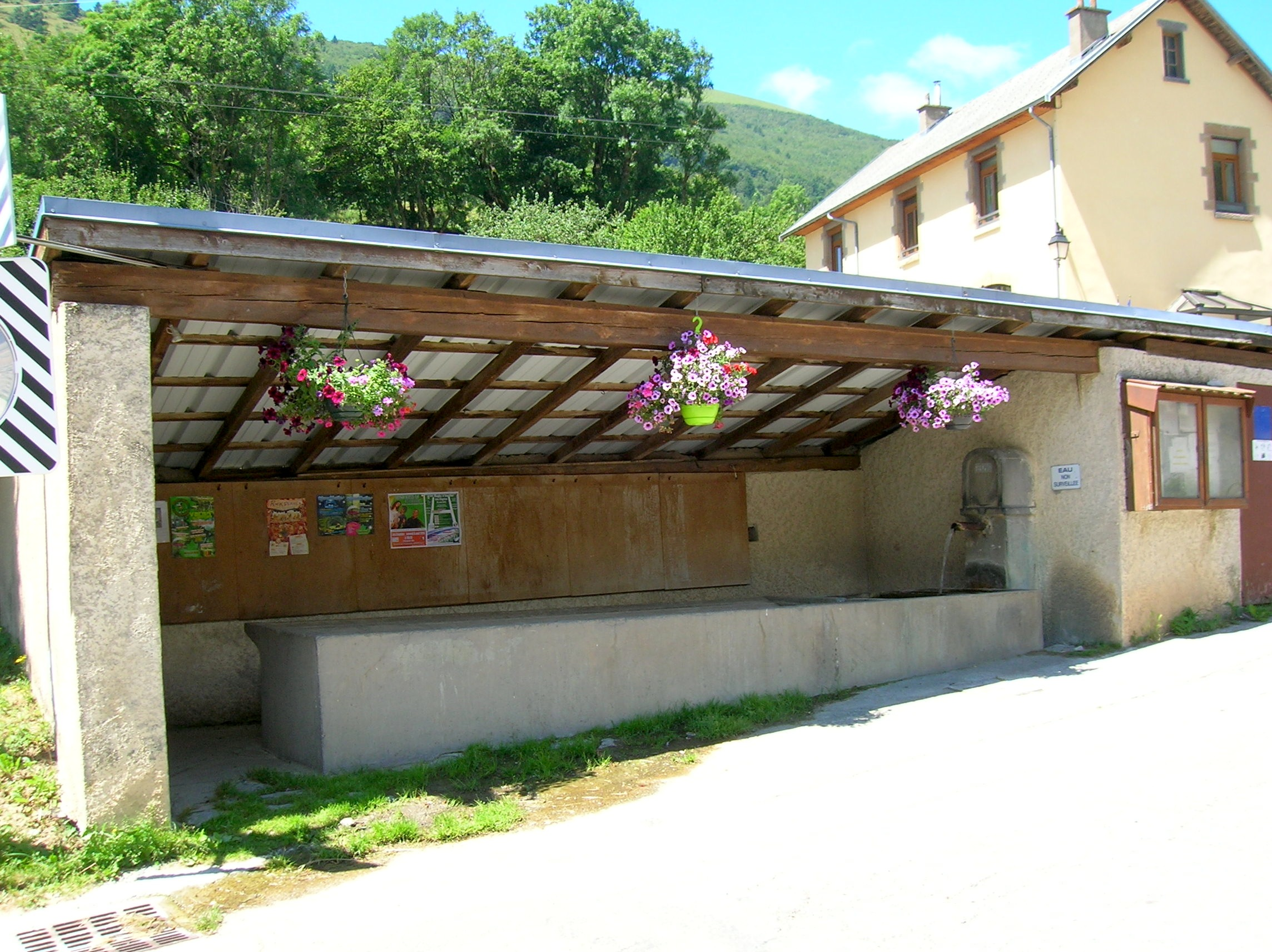
Ehemaliges öffentliches Waschhaus

- Kirche Sainte-Luce
- Gemeindefesthalle
- Ehemaliges öffentliches Waschhaus